# Відкритий чемпіонат Франції з тенісу 1972
Відкритий чемпіонат Франції з тенісу 1972 — тенісний турнір, що проходив на відкритих ґрунтових кортах Стад-Ролан-Гаррос у Парижі з 22 травня по 4 червня 1972 року. Це був 76-ий Відкритий чемпіонат Франції та другий турнір Великого шолома в календарному році.

## Огляд подій та досягнень
В одиночному розряді чоловіків переміг Андрес Хімено, для якого цей титул Великого шолома залишився єдиним.
У жінок Біллі Джин Кінг виграла сьомий титул Великого шолома (3-й у Відкриту еру), але ця перемога на паризьких кортах була для неї першою і залишилася єдиною.
У чоловічому парному розряді Х'юїтт виграв 6-й мейджор (перший у Відкриту еру) і перший та єдиний в Парижі, Макміллан виграв третій титул Великого шолома, і, як і партнер, уперше переміг у Відкриту еру й єдиний раз у Франції.
У жіночому парному розряді Кін здобула 10-у перемогу в мейджорах (четверту у Відкриту еру) і єдину перемогу в Парижі. Стеве виграла парні змагання на турнірах Великого шолома вперше.

## Результати фінальних матчів

### Дорослі
| Одиночний розряд. Чоловіки Докладніше |                               |                    |
| Андрес Хімено                         | Патрік Пруазі                 | 4–6, 6–3, 6–1, 6–1 |
|                                       |                               |                    |
| Одиночний розряд. Жінки Докладніше    |                               |                    |
| Біллі Джин Кінг                       | Івонн Гулагонг                | 6–3, 6–3           |
|                                       |                               |                    |
| Парний розряд. Чоловіки Докладніше    |                               |                    |
| Боб Г'юїтт Фрю Макміллан              | Патрісіо Корнехо Хайме Фійоль | 6–3, 8–6, 3–6, 6–1 |
|                                       |                               |                    |
| Парний розряд. Жінки Докладніше       |                               |                    |
| Біллі Джин Кінг Бетті Стеве           | Вінні Шоу Нелл Труман         | 6–1, 6–2           |
|                                       |                               |                    |
| Мікст Докладніше                      |                               |                    |
| Івонн Гулагонг Кім Ворвік             | Франсуаз Дюрр Жан-Клод Баркле | 6–2, 6–4           |
|                                       |                               |                    |